# Рубан, Виктор Геннадьевич
Ви́ктор Генна́дьевич Ру́бан (укр. Віктор Геннадійович Рубан; род. 24 мая 1981 года, Харьков, Украинская ССР, СССР) — украинский стрелок из лука, чемпион Олимпийских и Европейских игр, призёр чемпионатов мира и Европы. Заслуженный мастер спорта Украины. Единственный в истории Украины олимпийский чемпион по стрельбе из лука.

## Биография
Родился в Харькове. Выпускник Харьковского государственного высшего училища физкультуры № 1 и Харьковской государственной академии физической культуры и спорта, воспитанник школы стрельбы из лука СК «Коммунар». Выступает за «Динамо» из Харькова (Украина), тренируется у Людмилы Прокопенко.
С августа 2008 года старший лейтенант Государственной пограничной службы Украины.
Разведён, воспитывает сына Романа и дочь Марию.

## Спортивные достижения
- 2004, Олимпийские игры, Афины (Греция), — 3-е место в командных соревнованиях.
- 2008, Кубок мира, Боэ (Франция), — 1-е место в индивидуальных соревнованиях.
- 2008, Олимпийские игры, Пекин (Китай), — 1-е место в личном зачёте.
- 2009, Чемпионат мира, Ульсан (Южная Корея), — 3-е место в личном зачете.

## Олимпийские игры 2004 года
Бронзовый призёр Олимпийских Игр в Афинах 2004 года в составе сборной команды Украины по стрельбе из лука. Он выиграл свой первый матч в 32-м раунде, второй матч в 16-м, а в третьем матче проиграл англичанину Лоуренсу Годфри.

## Олимпийские игры 2008 года
Чемпион Олимпийских Игр в Пекине 2008 года, завоевал третью золотую медаль сборной Украины. Начал турнирный путь с победы над египтянином Мегедом Юссефом — 111:96. В 1/16 финала победил австралийца Майкла Нарая — 115:105. В 1/8 обыграл поляка Яцека Проца — 114:108. В четвертьфинале одержал победу над японцем Рюити Морию — 115:106. А в полуфинале победил россиянина Баира Бадёнова — 112:112 (тайбрейк — 20:18). В финале соревнований Виктор Рубан выиграл у корейца Парк Кюн Мо со счётом 113:112.

## Государственные награды
- Орден «За заслуги» III ст. (4 сентября 2008 года) — за достижение высоких спортивных результатов на XXIX летних Олимпийских играх в Пекине (Китайская Народная Республика), проявленные мужество, самоотверженность и волю к победе, подъём международного авторитета Украины[2]
- Орден «За мужество» III ст. (18 сентября 2004 года) — за достижение значительных спортивных результатов на XXVIII летних Олимпийских играх в Афинах, повышение международного авторитета Украины[3]
- Знак отличия Президента Украины — юбилейная медаль «20 лет независимости Украины» (19 августа 2011 года) — за значительный личный вклад в социально-экономическое, научно-техническое и культурно-образовательное развитие Украинского государства, весомые трудовые достижения и многолетний добросовестный труд[4]
- Указом Президента Украини № 336/2016 от 19 августа 2016 года награждён юбилейной медалью «25 лет независимости Украины» (недоступная ссылка)[5]